# أحمد كيلي
أحمد كيلي (بالإنجليزية: Ahmed Kelly) هو سباح أسترالي، ولد في 18 نوفمبر 1991 في بغداد في العراق.

## روابط خارجية
- أحمد كيلي على موقع الاتحاد الأسترالي للسباحة (مؤرشف)  (الإنجليزية)
- أحمد كيلي على موقع Paralympic.org (الإنجليزية)
- أحمد كيلي على موقع IPC.InfostradaSports.com (مؤرشف) (الإنجليزية)
- أحمد كيلي على موقع اللجنة البارالمبية الأسترالية (الإنجليزية)